# Ornithodoros furcosus
Ornithodoros furcosus är en fästingart som beskrevs av Neumann 1908. Ornithodoros furcosus ingår i släktet Ornithodoros och familjen mjuka fästingar. Inga underarter finns listade i Catalogue of Life.